# 動詞型 (英語)
英語における動詞型（どうしけい、Verb Pattern）とは、動詞の語法の分類方法の一つであり、動詞の文型ともいう。

## 動詞型と文型
動詞型とは、個々の動詞の語法を分類する方法あるいは、分類したもので、「動詞の前後にどのような語が置けるのか」、「どのような語を置かねばならないのか」、「動詞の意味が前後におかれた語によってどのように変わるのか」を示すルールである。文型とは文の構造を分類する方法あるいは分類したものである。英文には必ず動詞が含まれており、したがって動詞の語法を分類すれば文の構造を分類することが出来る。
日本に5文型の概念を広めた原典の一つである細江逸記の『英文法汎論』(1917)においては、「動詞の語法の分類」という位置づけを第一義とし、その派生として「英文の構造の分類も出来る」と捉えた。細江は、動詞の語法を、その動詞の前後にある、「前置詞を伴わない名詞相当語句（名詞、代名詞、名詞句、名詞節）」及び「名詞を修飾していず、前置詞句でない形容詞相相当語句（形容詞、形容詞句、形容詞節）」」（これらは、主語、目的語、補語に繋がる）などの配置から分類して、5文型を説明した。それから派生して「英文の構造の分類」も可能とした。英文には必ず本動詞が含まれ、動詞は英文の構造を決める。したがって、本動詞の語法を分類することは、英文の構造の種類を分類することにもなり、それは5種類に分類できる。逆に文の構造を分類すれば、動詞の語法の分類もできる。この意味で、動詞型の概念と文型の概念は等価である。
実用の上では動詞型や文型の概念が有効な局面は、英作文をする上で、動詞を正しく使う（これは実はテニヲハを正しく使うことと同じ）必要にかられ、その語法を辞書で調べるとき。また、英文解釈において、makeやbecomeのような動詞は文型によって意味がかわるだけではなく、英文解釈をする上で、文型によって意味がかわるmakeやbecomeのような動詞やその周囲の語句の格関係（誰が、何を、どうするといった事柄）など確認する必要があるときである。だが、このように、英文解釈、英作文を行ううえでは、個々の語の機能を正しく使い分けなければならないから、文型の考え方、つまり「単に英語の文が5種類に分類される」という説明のしかたでは、あまり有益な示唆が得られない。このような場合には、個々の語の動詞型を、辞書やコーパスで確認したほうがよい。
一方で、個々の語の用法に着目する方法は、どうしても泥臭いきらいが生じて、文法の体系化という観点からは効率が悪い側面がある。実際、文法的な概念を理解する上で、個々の語の用法をいちいち解説する立場をとっていたら、文法書ではなく、辞書になってしまう。例えば「能動態の文を受動態にするには？」といった事柄を整理、確認する上では文型のほうが便利である。このことから、文法書においては、動詞型よりも文型のほうが好まれる。一方で、個々の語について掘り下げた解説を行う辞書においては、文型よりも動詞型のほうが好まれる。
冒頭でも述べたように、英語においては、英文の中に必ず動詞が含まれるという意味で、動詞型が分類できれば文型が分類でき、文型が分類できれば動詞型が分類出来る。そのため、動詞型の概念と文型の概念は英語においては理論上は本質的に等価な概念となる。ただ、思想的な面で根本的な違いがあり、動詞型は、個々の語の用法つまり語法に着目する辞書学の考え方の上にあり、文型は文法の体系化を目指す文法学の考え方の上にある。本記事は、英語における動詞型の概念の説明であるため、辞書学的な視点を重んじる。
本記事では、ノンネーティブが英語を学ぶ上で避けては通れない動詞型の概念を、最もシンプルな動詞型の分類である、結合価の概念から説明し、理論上はこの派生となる基本5文型等を説明する。それぞれの動詞の文法的に正しい用法については、辞典で確認するよりほかにない。また、英語も言葉である以上、自然さ等については、辞書のみでは対応しきれない場合があることにも注意が必要である。それでも、動詞型の概念を知ることによって辞書をよりよく使うことができ、文法的に正しい英文を書く上で強力な指針を得ることができる。

## 結合価による動詞型の分類
英語の動詞型は、結合価の考え方にしたがって以下の大きく3つに分類される。各類に対し、ここでは便宜的に（V1）～(V3)の名前をつける。
- (V1): {箱1}+動詞
- (V2): {箱1}+動詞+{箱2}
- (V3): {箱1}+動詞+{箱2}+{箱3}

英語の動詞は、単独では「ものの動作や論理関係を表す語」（述語）としての役割を担えず、前後にある別の語と結合して初めて述語としての役割を担えるようになる。特定の動詞の、特定の語法を考える場合に、「どのような語と結合させなければならないのか」を考える必要があるが、「どのような語」を決めるまえに、「省略してはいけない要素の個数」を考えると都合がよい。
結合価の考え方では「動詞の前後に置かねばならない"箱"の数」に着目して外形的、形式的に上記のの3通りに分類する。結合価の考え方においては、狭義には以下でいうところの”箱”は「省略してはならない名詞あるいは名詞句」と考えることが多いが、現実には「名詞句以外のもの」との結合を無視することは不可能であるため、ここでは、素朴に「箱＝必ずなければならないもの」という立場を取る。つまり、結合価の考え方では、英語の動詞というものは、本当は前後に(V1)～(V3)のいずれかに類されるような箱を持っていて、それに「入れてよいもの」を入れた時点で初めて述語として機能し、意味を持つと考える。もちろん、動詞「make」の語法には、「make O」（5文型理論ではIII文型）と「make O C」（5文型理論ではV文型）があるが、このような場合には「この動詞には(V2)で定められる語法と、 (V3)で定められる語法の2通りがある」と結合価の理論では考える。つまり一単語、一類の対応関係が成立するとは限らない。
結合価の考え方に基づいて動詞を3種類に大別する考え方自体にも、説明方法などのうち、細かい部分ではいろいろな流儀があるのは事実だが、大きく見てこの分類方法は、外形的であるが故に解釈の入り込む余地が少なく科学的でほぼ例外がなく、また、初心者であっても機械的に判別が可能である。また、この結合価の概念は、おおよそすべての権威ある動詞型の分類法を含む概念であり、ここを出発点として議論をすることにより、細部においては諸派ある動詞型の概念を概括的に見ることができる。
一方で、この結合価の理論だけでは、分析・解析力が落ち、現実に個々の動詞の使い方を具体的に解説する上では不便さが生じることも事実である。現実にほしい情報は、箱の数よりも
- 箱の中にどのような語を入れなければならないか？
- 箱の中にどのような語を入れてよいのか？
- 箱同士の論理的な関係は？
- 箱の中に入りきらなかったものはどうすればよいのか？（修飾、前置詞句を参照）

である。そのため、この結合価の理論は、現実に語法解説に用いる上では肉付けが必須となる。動詞型の分類、解説は、主に英和辞典、英英辞典における語法解説に積極的に行われているが、解説の方法にはそれぞれの辞書の著者らによる工夫が見て取れる。このことは、動詞型の分類においては、権威あるものに限っても、その詳細においては多数の流儀が存在することを意味する。しかし、通常は、どの辞書においても動詞型の分類は主に上記の分類をより細分化する方向で行われているとみなすことができる。分類の基準としては以下のようなものが知られている。
1. 箱の中に入れられるものの種類（例: {箱X}にはing形以外入れてはならない等）
2. 箱同士の関係（例: 第II文型の場合は{箱1}={箱2}の関係がある）

## 基本5文型

### 5文型の歴史
歴史的には、日本語教育において「文型」が登場し、それがC.T.Onionsや細江逸記の文法論や、来日したハロルド・E・パーマーらの27動詞型と合流し、戦後、基本5文型となった。
1928年にハロルド・E・パーマーは、長沼直兄と和文で『機構的文法』を執筆したが、そのさい、長沼から「文型」を紹介され、construction-type（構型）と同じ意味で sentence-type (文型)を用い、英語の27動詞型について執筆し、これがやがて基本5文型の礎となった。

### 結合価理論に基づく基本5文型の定義
ここでは、曖昧さや循環定義を排すため、結合価の立場から基本5文型を定義する。同時に、主語、目的語、補語の定義も行う。この立場は、機械的という点において、言語学的には通常の学校文法で行われる定義よりもよく受け入れられている。この定義方法では、(V1)～(V3)における”箱”の中身を、箱同士の関係や、箱の位置などから主語（S）、動詞の目的語（O）、補語（C）の3種類に分類して、下記のように動詞型を分類する。その結果、文型の分類も可能となる。
先述のように、この方法では主語、目的語、補語の定義も、語の位置によって機械的に定める。つまり、主語、目的語、補語の判定方法を以て、これらの定義とする。このように定義することで、「文型という概念があることはわかったが、補語と目的語の違いが判別できない」といった混乱がさけられ、定義として完結しているため、自動詞、他動詞、主語、目的語、補語との間との循環定義を避けることができる。
- S+V（第I文型）
上述の(V1)のケースを第I文型とよぶ（V1）。の{箱1}に入る語句は「主部」（S）とする。 一般的には{箱1} （S）には主格の名詞相当語句が入る。
- S+V+C（第II文型）
上述の(V2)のケースで、{箱1} =｛箱2｝の論理関係が成り立つ（成り立ち得る）場合を第II文型と呼ぶ。{箱1}に入る語句は「主部」(S)とし、｛箱2｝に入る語句は補語(C)という。一般的には{箱1} (S)には主格の名詞相当語句が入り、{箱2} (C)には名詞相当語句又は形容詞相当語句が入る。
- S+V+O（第III文型）
上述の(V2)のケースで、{箱1} =｛箱2｝の論理関係が成り立ちえない場合を第III文型という。{箱1}に入る語句は「主部」(S)とし、｛箱2｝に入る語句は目的語(O)と言う。一般的には{箱1} (S)には名詞相当語句が入り、{箱2} (O)には名詞相当語句又は形容詞相当語句が入る。
- S+V+O1+O2（第IV文型）
上述の(V3)のケースで、{箱1} =｛箱2｝の論理関係が成り立たない場合を第IV文型と呼ぶ。{箱1}に入る語句は「主部」(S)とし、｛箱2｝に入る語句は第一目的語(O1) 、｛箱3｝に入る語句は第二目的語(O2)と言う。
- S+V+O+C（第V文型）
上述の(V3)のケースで、{箱2}と｛箱3｝の間に主語、述語の関係が成り立つケースを第V文型と呼ぶ。

上記のI～V文型において、それぞれの箱に入りえるものは、一般的には
- 「前置詞を伴わない名詞相当語句（名詞、代名詞、名詞句、名詞節）」
- 「名詞を修飾していず、前置詞句でない形容詞相相当語句（形容詞、形容詞句、形容詞節）」

に限定される。また、これらが主語、目的語、補語のどれになりうるかは、概ね以下に示すとおりである。
主語
ほとんど例外なく主格の名詞相当語句である。主格の名詞相当語句とは、～は、～がと訳し、代名詞He、Sheで置き換えられる名詞、代名詞、名詞句あるいは名詞節のことである。
動詞の目的語
ほとんど例外なく目的格の名詞相当語句である。
補語
名詞を修飾していない形容詞相当語句
なお、通常は本記事における動詞の目的語のことを単に目的語ということが多く、また、目的語の定義を、「～を」や「～に」と訳する目的格の名詞相当語句としていることがある。この立場は大筋で正しく、見通しのよい説明である。ただし、「～を」や「～に」と訳する目的格の名詞相当語句であっても上述の意味での（IIIからV文型に現れるO）と考えないことが多々ある。正確には英語においては、目的語（「～を」、「～に」　に相当する語句）には、上述で定義した「動詞の目的語」（IIIからV文型に現れるO）以外に「前置詞の目的語」がある。例えば
- I go to school.（S V；1文型）/私は学校に通う

は、上述の(V1)に分類し、「{箱1}＝｛　I　｝」、動詞「go」と考える。つまり、「（V2）で、「{箱1}＝｛　I　｝」、動詞「go」、「{箱3}＝｛to school｝」とは考えない。{to school}は、前置詞toに導かれる前置詞句であるが、日本人的な発想で訳をすると、「{I}=私、{go}={通う}、{to}={に}｛school｝={学校}」と訳しても（この場合は）間違いではない。しかし、｛to school｝のschoolは、「～に」の意味をもっていても、「動詞go」の目的語とはせず、「前置詞toの目的語」とする（詳細は目的語の項目を参照されたい）。
尚、1文型の動詞を用いて「～が～を～した」という文を使う場合に限れば、粗い言い方をすれば「前置詞≒助詞」に近い発想で、頭から順番に単語帳で調べたような和訳を順次並べていって最後に日本語らしくならべ直す方法（いわゆる逐語訳）でも案外正しい英文が出来上がり正しい訳が得られる。ただし、そのような考えでは極めて大きな誤りを犯すことが（特にIV、V文型の文では）多々ある。英作文においてはそのような誤りの及ぼす影響はなおさら深刻である。そのような誤りを犯さないためには英和辞典や連語辞典等を活用することが有効である。
基本5文型においては、
- 副詞相当語句
- 前置詞句（仮に名詞句や形容詞句の機能を持っていたとしてもダメ、副詞句の機能を持っている場合も当然ダメ）

は原則として文の要素としては扱わない。書物によっては、第V文型において、前置詞as等に導かれる前置詞句を例外的に文の要素として認めるなどの立場があり、英語自体の学習者の立場に立った場合にそのような立場をとったほうが見通しがよいことを認める。しかし、狭義の5文型に対する批判や、それに対する個々の学者の文型理論の改良を説明する上では、副詞相当語句、前置詞句を文の要素として決して認めない、やや窮屈な立場に立ったほうが簡単であり、本記事では基本5文型は、この立場から説明する。この立場による基本5文型を、必要に応じて便宜的に狭義の基本5文型（狭義の5文型）とよぶことにする。
狭義の5文型においては、文の要素以外のものを修飾語句と考える言い換えれば、狭義の基本5文型においては、その基本思想において、”文”で述べなければならないことの幹の部分は”文の要素”の部分で述べ、その部分さえ整っていれば文として成り立っているとみなし、枝葉、瑣末な部分を別途副詞相当語句や前置詞句でを別途付加することによって補うという思想が基本5文型にはある。前置詞句を文の要素に入れない理由は、前置詞句はその着脱に関して、比較的フレキシブル、つまり勝手に付け加えたり取り除いたりしても文として成立することが多いことによる。ただし、実際には（先述のasに導かれる前置詞句以外にも）取り除いたり、移動すると非文となる場合もあるので注意が必要で、英和辞典等での確認を要する。

### 自動詞、他動詞と5文型
英語においては基本5文型（狭義、派生のいずれの意味においても）による動詞型の概念は、自動詞、他動詞の概念の一般化であると考えられている。参考までに、自動詞、他動詞の定義を以下に挙げる。
1. 自動詞とは、目的語を必要としない動詞
2. 他動詞とは、目的語を必要とする動詞

より詳細には、自動詞、他動詞は、目的語、補語の必要性に基づいて、完全自動詞、不完全自動詞、完全他動詞（授与動詞とそれ以外に細分される）、不完全他動詞の4種類（5種類）に分類される。つまり、5文型の分類、定義の仕方としては、本記事のように、結合価の立場から機械的に分類する方法以外に、目的語、補語等の定義を述べ、それに基づいて動詞型を5種類に分類する立場もあり、本質的に等価な分類が可能である

### 動詞の文型と動詞の意味
動詞の意味は文型が代わるだけで変化することがある。例えば動詞becomeは、2文型で用いれば「似合う」という意味になる。無論文型がかわってもあまり意味が変わらないケースももちろんある。
一般論としては、II文型、IV文型、V文型においては、文型が固定されることによって意味もある程度固定され、類型化されると考えて大きな間違いはない。II文型、IV文型、V文型においては、動詞の語源に派生する意味というものよりも、文型から来る意味のほうが強くなる傾向がある。各文型ごとの意味の類型化の様子を簡単にまとめると、以下のようになる。
1. ＜SV＞：動詞毎に意味が変わるが、「ある、いる（存在）・進む、動く（移動・変化）」というニュアンスを伴うことが多い。
2. ＜SVC＞：S＝Cである
3. ＜SVO＞：動詞毎に意味変わる
4. ＜SVO1O2＞：授与(Sが01に02を与える。)
5. ＜SVOC＞：（SV原因）⇒（OC結果）の論理関係が基本であり、「SのせいでOがCになる」（因果関係）や、「OがCだとSが思う」（知覚、思考、発言）の意味を持つことが多い。

無論上記は飽くまで目安である。また、「動詞をどの文型で使うのか」が決まるだけで意味が完全に確定するのかというと、そうとは限らない。つまり同じ動詞を同じ文型で用いても意味が異なることが充分にある。例えばジーニアス英和辞典でmakeのIII文型の用法を見ればそのことが分かる。

### よくある初心者の誤解
基本5文型および、その派生理論に対する初心者の主な誤解の一つとして勝手に使える文型の範囲を広げてしまうケースがある。例えば「私は動詞discussを是非第I文型として使いたく『 We discussed about the matter. （誤り）』としました。」といった拡大解釈をするものがある（正しくは、 「We discussed the matter. 」）。第I文型がS+Vであるからといって、「Vの位置にどんな動詞でも入りえる」と拡大解釈するのは誤りである。動詞によって取れる文型と取れない文型がある。
逆に、「動詞makeは、絶対に第III文型しか取らない（誤り）」のように、「1動詞1文型」の対応が取れると考えるのも誤りである。実際には動詞”make”は、主要な語法に限っても第III文型と第V文型の両方で使用が可能で、実際は全て文型を取り得る。受験参考書によっては、「○○は何文型で使う動詞」という書き方をしている場合が多々あるが、このような表現によって上記の誤解が誘起されるものと考えられる。先にも述べたように、「動詞によって取れる文型の範囲は決まっているが、取れる文型が複数の場合もある」ということに気をつけなければならない。

### 基本5文型の問題点
5文型理論は英語の大多数の動詞型、文の構造を説明できる理論であるが、この形式に当てはめることができない文も存在する。そうした文は基本文型になんらかの変形を行って生じると考えられている（例文は26-27頁からの引用）。
共有構文
二つの文の混交によって生じた文型
例文This is Harry speaking.
次の二つの文の混交
- This is Harry.
- Harry is speaking.

## 基本5文型以外の主要な動詞型
5文型に分類したのは、Onions, C.T. (1904, 1971)の5動詞型(forms of the predicate)である。これ以外の動詞型の分類方法のうち、代表的なものを、以下に年代順に列挙する。
- Palmer, F.R. (1974): 27動詞型(verb patterns)
- Hornby,A.S.(1942,1954,1975):25動詞型
- Baker, C.L. (1989, pp.68-95): 18動詞型(minimal verb phrases)
- 安藤貞雄（1983, p.4）：8文型。
- Hoekstra et al. (1980, p.129): 21動詞型
- Quirk et al. (1985, p.53): 7文型(clause types)

これらは先述のように結合価の理論の細分と考えることができる。このうち、英作文においてより正確性が高い、A.S. Hornbyによる25動詞型、53区分はどちらかというと上記1に重きを置いた分類であり、C・T・オニオンズによる基本5文型は、どちらかというと上記2に重きをおいた分類である。

### 安藤の8文型
上記の狭義の5文型では副詞相当語句を要素と見なしていないが、実際には副詞相当語句を除くと非文となる場合が存在する。これを説明するために8文型理論が提唱されている。基本8文型においては上述の基本5文型に加え以下の3文型が追加される。ここでAは前置詞または副詞句である。
1. ＜SVA＞：Aは場所・空間などを意味し、Sについての新しい情報を与える。例文:"John lives in London"（[8]17頁より引用）
2. ＜SVCA＞：Aは形容詞の意味を補完する前置詞句である。AがCの目的語であるかのように振舞うことから、この文型に現れる形容詞を他動詞的形容詞と呼ぶ。一方で、（5文型で＜SVC＞となり）Aを取らない形容詞は自動詞的形容詞と呼ぶ。
3. ＜SVOA＞：代表例は「xがyをzに置く」を意味するputである。例文:"John put the key in the lock."（[8]21頁より引用）

## 重要動詞の語法解説
ここでは、重要動詞の語法解説を簡潔に行う。重要動詞とは以下に述べる基本動詞等のように実際の英語の運用の上で重要となる動詞のことである。

### 基本動詞
基本動詞とは、平易とされる英文の中でよく使われる動詞のことで、be,become,have,give,get,make,take 等がそれにあたる。これらの用法をマスターすれば英語はほとんど理解できるといっても過言ではないという意見すらあるほど、これらの単語の理解は、重要である。一方で、これらの動詞の意味は、文型の影響を鋭敏に受け、その意味でノンネーティブにとってはある意味最も難しい関門となる可能性も孕んでいる。
ここでは、基本動詞の中から重要なものを選び、その語法のうち最も重要なものを解説する。
- be
- become
- have
- give
- get
- make
- take

### 技術英語で好まれる動詞
技術英語等においては、be動詞以外の基本動詞は極力使わない傾向がある。
例えば得るという意味ではgetではなくobtain(III文型)を用いる。また、技術英語においては、基本的にはIII文型とI文型が好まれ、その他の文型は忌避される傾向がある。この傾向は、ノーベル賞級の論文においてもかわらない。

## 日本語と英語
動詞型は日本語のテニヲハに代わる役割を担う。日本語では、単語（特に名詞）の語尾に「が」とか「は」とかいった言葉（主に助詞）をつけたうえで適当に並べれば上記の事柄は問題なく示せる。例えば以下の和文は、
- 「私は犬が好きだ」
- 「犬が私は好きだ」

は同じ意味で主語は「私」であり、
- 「犬は私が好きだ」

にすると主語が「犬」になる。通常、日本語の母語話者はこのテニヲハについて体系的な教育を受けることなく正しく使うことが出来る。この仕組みが日本語の特徴であり、動詞型を用いて格関係を示す言語の話者にとって最初の壁になる。なお、日本語では、語順に比べ助詞や語尾が重視されるが、一般的には主語→目的語→動詞(S＋O＋V)の順番に並べる語順がフォーマルであり、このルールは動詞の種類には依存しない。また、動詞の前後に何を置くかは、特に定型的に決まっているわけではなく、その状況（文脈）において必要な情報が置かれることになる。主語があった方がフォーマルであるということはない。
一方で、英語の場合は、「5W1H」「何は、何だ」等の情報（格関係）を示すシステムが日本語と全く異なる。英語では格関係は動詞型の概念と前置詞句を組み合わせることにとって示す。簡単に述べれば、英語の動詞は、その前後にどのような語をどのような順序で並べるのかによって意味が大きく変わる。また、動詞の前後に置かねばならないものを省略することや、置いてはならないものを置くことによって、文として成立しないもの（非文）になることが多々ある。
一般に、英語の動詞は「Go!!」（行け。）のような例外を除いては、単独では日本語の動詞と同じ働き、つまり「ものの動作や論理関係を表す語」としての役割を担えない。そのため正しい英文を書く、あるいは正しい日本語訳を得るためには
- 「動詞の前後にどのような語が置けるのか」
- 「動詞の前後にどのような語を置かねばならないのか」
- 「動詞の意味（具体的な動作あるいは日本語訳）が前後におかれた語によってどのように変わるのか」

の確認が必要であるが、このような問題は、助詞を用いて格関係を示す日本語では生じえない。そのため、これらのルールを定めた「動詞型」という概念の理解は日本語使用者が英語を学ぶ際のネックになる。
個々の動詞の動詞型、つまりを確認する最も簡単な方法は、最終的には辞書を調べることである。主要な辞書においては、何らかの形で必ず個々の動詞の動詞型の解説が、詳しさの程度は別として必ずなされている。最近では、主要な動詞の語法を一覧的にまとめたリストを入手することも可能である。無論、文法に長けたものならば、自力で文法知識を使いこなしてコーパス等を用いて連語の確認などを行うことで、自力で動詞型の解析を行うことも可能である。また、母語話者にあっては、大概の日本人が助詞のつかいかたを解説出来ないが、正しく使いこなせているのと同様に、動詞型の概念を明には意識していない場合が多々ある。このことは、先述の
- 「動詞の前後にどのような語が置けるのか」
- 「動詞の前後にどのような語を置かねばならないのか」
- 「動詞の意味（具体的な動作）が前後におかれた語によってどのように変わるのか」

が、自然に頭に浮かぶレベルの人間にとっては、動詞型の知識はあまり役立たないものであることを意味すると同時に、これらが自然に頭に浮かばない人間にとっては、これらのルールを何らかの形で頭にいれるか、確認する方法を覚える必要があることを意味する。機械翻訳などでも動詞型の概念は重用されている。

## 日本の英語教育における動詞型
日本の英語教育において動詞型あるいは動詞の文型、Verb patternという言葉が使われることはほとんどないと思われる。英語教育の現場からは「「I am a boy. 」を「I=私、am=は、a boy=少年」と置き換え、なんとなく最後に「である」をつけると日本語らしいから」などといったような（この場合は奇跡的に正しい訳を得られているが）思考から得られる「適当に単語を並べただけのいいかげんな和訳」や「適当に単語を並べらだけのいい加減な”英文”が後を絶たない。」という嘆きがよく叫ばれるが大概はこの動詞型に対する不理解から来ていると考えられている。
少なくとも動詞の語法解説の目的では世界的に使われている基本5文型ではあるが、日本では動詞型としての側面には殆ど触れず、「単に英語の文が5種類に分類される」という側面のみから教える方法が主流であると考えられている。基本5文型を説明するに当たって「単に英語の文が5種類に分類される」とする現在の教え方は、この5文型の概念のの本質的な意義を見落とすことにつながると考えられる。また、このような教え方は実用にもそぐわないと考えられている。実際に5文型の概念を重用するのは次の場合である。
- 英作文において:英作文をする上で、動詞を正しく使う（これは実はテニヲハを正しく使うことと同じ）必要にかられ、その語法を辞書で調べるとき。
- 英文解釈において:makeやbecomeのように多くの動詞は「どの文型で用いるのか」によって意味がかわるだけではなく、その周囲の語句の格関係（誰が、何を、どうするといった事柄）さえ変わる。英文解釈をする上で、そのようなポイントに留意、辞書などで確認する必要があるとき。

だがこのことからも、「単に英語の文が5種類に分類される」という説明のしかたでは、英文解釈、英作文を行う上で有益な示唆を得られないことが分かる。英語では、日本語での「～を」や「～に」のような助詞が存在せず、それに代わる機能を、「その語が文の中でどの位置にあるのかという事実（5文型）」(と「前置詞の用法」)で補っている。そのため英語では、語順が変化すると、全く意味が異なる、あるいは意味を成さない文となってしまう。そして、その語順を決めているのが、動詞の語法すなわち5文型である。英文は、「どの動詞はどの文型とどの文型で使うことが出来、この文型で用いた場合はこのような機能や意味を持つ」と考えることで意味が分かる。もっといえば、そのように考え（る、あるいはそれと等価な処理を意識/無意識問わず行なわ）なければ「日本語の文において助詞の部分が消滅した状態に等しくなる」と考えてよくまったく意味が分からなくなる。逆に言えば、文型の判別と等価な処理をせずして、ひねり出された”訳”は、偶然正しいことはありえても信頼に足らないといってさえよい。現実的に英作文、英文解釈を行ううえでは、基本5文型を「動詞の語法の分類法」と考えたほうが実用的であると考えられる。。
日本の英語教育においても、5文型の導入時には、「5文型は動詞の語法の分類」というニュアンスのほうが強かったと考えられている。実際、日本に5文型の概念を広めた原典である細江においては、「『5文型の概念は、本来的には「動詞の語法を完全自動詞、完全他動詞などの5種類に分類した概念』であり、『英文には必ず本動詞が含まれ、英文の構造は、この動詞が決めるもの』なので、英文の分類にも使える」と解説されている。細江の説明は、噛み砕いて説明すれば以下のように「動詞の語法の分類」という位置づけを第一義とするが、その派生として「英文の構造の分類も出来る」と捉えるものであり、より詳しくは以下の2段階からなっている。
- 基本5文型は動詞の語法の分類である:基本5文型とは、本来的には動詞の語法を、その動詞の前後にある、「前置詞を伴わない名詞相当語句（名詞、代名詞、名詞句、名詞節）」及び「名詞を修飾していず、前置詞句でない形容詞相相当語句（形容詞、形容詞句、形容詞節）」」（これらは、主語、目的語、補語に繋がる）などの配置から分類した概念の一つである。
- それから派生して「英文の構造の分類」も可能:英文には必ず本動詞が含まれ、英文の構造は、この動詞が決めるものなので、本動詞の語法を分類することは、結果として「英文の構造の種類」を分類することにもなる、結果英文も5種類に分類できる。

ロイヤル英文法や英文法解説,英文法総覧等の現代の日本の主要な学校文法解説書では基本5文型の位置づけを、「英文の構造分類法」としながらも、基本5文型が、動詞の語法の分類と密接に関連する概念であることを明言している。つまり、基本的には細江と同様の解説をしていて、5文型の項目においては5文型の概念の提示後は「動詞の（語法の）分類との対応」を載せ、その後は、「どういう動詞が、どのような文型を取り得るのか」の解説を展開、つまり動詞の語法解説を展開している。
何故「文の要素4つの組み合わせで、文を5つのタイプに分けるのが（あるいは分けたものが）基本5文型なのだ」などといった無邪気すぎる説明や、果ては「英文の種類は5種類しかないから簡単5つの例文を暗唱したのちは後はひたすら単語を覚えるだけ」、「わざわざ英文の構造を5種類に分類しなくてもVery Simpleなone patternで」などといった俗説が蔓延しているのかはあまり明確ではない。
最近の傾向としては5文型に否定的な論調が強いが、その一方で根本的なところでいい加減な批判も多い。例えば、また、「5文型はジャパンローカル（和製英語）でグローバルには通用しない」などという批判があるが「ジャパンローカル」という言葉が和製英語であるという事実以上に全くでたらめである。先述の通り、A.S.Hornbyによる25動詞型や、安藤の基本8文型のように、結合価の考え方に基づいた動詞型の分類は、基本5文型の拡張と考えられている。その意味で「基本5文型」をベースとした動詞型の分類が世界的に受け入れられていて、いくつかの権威ある辞書において積極的、国際的に採用されている。実際、Oxford Advanced Leaner's Dictionaryやジーニアス英和辞典等、いくつかの英和辞典、英英辞典では基本5文型（あるいはその細分化）が「動詞の語法の分類法」あるいは「動詞の語法解説」として活用されている。このことは、「殆ど全ての動詞の動詞型は、5文型の理論を運用すれば説明できることが実証されている」ことと、「5文型の理論に基づいた動詞型の説明は、海外においても充分通用する理論である」ことを意味する。
また、「そもそも5文型とは何か？」といった根本的な問題が、実はあまり明確に議論されておらず、批判の中には、5文型の何を批判しているのかよくわからないものがいくつかある。また、「文の構造の分類としての5文型」に対する批判と、「（世界的に通用する概念である）動詞型としての5文型に対する批判」とでは全く意味が違う。また、5文型の特徴である、前置詞句、副詞を文の要素とみなさない姿勢に対する批判は古くからあるが、この点についても、教育的な見地まで含めると非常に難しい側面がある。極論を言えばすべての動詞に対して一つ一つ語法を研究せねばこの批判は完全には解決しえないが、このようなことは現実的ではない。このような立場に立てば、完璧なものが原理的には完成し得るが、ノンネーティブが正確な英文理解を行う上で到底役に立つ代物とはなりえない。つまりは5文型理論については、少なくとも俗論においては否定論が強く、正論においてもいくつかの欠点が指摘されているにもかかわらず有力な代替案が提示されていない現状もある。
尚、教養ある日本人が日本語の助詞の用法を文法学的に説明できるかといえばそうとも限らないことからも容易に推測ができるように、5文型の概念を全く知らない教養ある英語の母語話者がいても不自然ではない。また、動詞型だけでは「文法的には正しいが不自然な英文」や「絶対にそういういいかたはしない英文」が出来上がる可能性があり、最後の「自然さ」といった部分ではどうしてもネイティブとの隔たりが残る可能性はぬぐえない
参考までに、動詞型の概念、ひいては英語は、機能面においてC言語などの自然言語型のプログラミング言語とよく似ている。C言語とのアナロジーで説明すれば、動詞がサブルーチンであり、関数には「使える形（どの文型でつかえるのか）」「入れなければならない変数、入れられる形（名詞がいくつといったように）」が決まっていてそれによって文の意味が決まるということになる。

## 読書案内
- 大野実「動詞の教科書」北星堂（2007）
- 杉原厚吉 (著), 「理系のための英文作法―文章をなめらかにつなぐ四つの法則 」中公新書 (1994) - 4章で「動詞型としての5文型」解説。

コーパスベースの技術英語の語法解説
- 河本健(編), ライフサイエンス辞書プロジェクト(監)「論文作成のための英文法」羊土社 (2007)
- 斎藤恭一 (著) 「理系英語最強リーディング術―ノーベル賞クラスの論文で学ぶ」アルク (2007/03)

入門書、受験用
- 向山淳子 (著), 向山 貴彦 (著), studio ET CETRA (著), たかしまてつを (著) 「ビッグ・ファット・キャットの世界一簡単な英語の本」幻冬舎 (2001/11) 。一般の初心者向け。「動詞型」という言葉を使わずに平易に説明。
- 富田一彦 『カリスマ先生の英文解釈』PHP研究所、2006年。大学受験生向け。「動詞型としての5文型」を前面に押し出した解説をしている。
- 風早寛 「英文法・語法のトレーニング　必修編」Ｚ会出版（2002） - 巻末付録に動詞の語法一覧がある。